# 巴伦廷·戈麦斯·法里亚斯
巴伦廷·戈麥斯·法里亞斯（西班牙語：Valentín Gómez Farías，西班牙語發音：[balenˈtiŋ ˈɡomes faˈɾias]；1781年2月14日—1858年7月5日），墨西哥自由派政治人物，曾五度擔任墨西哥總統。

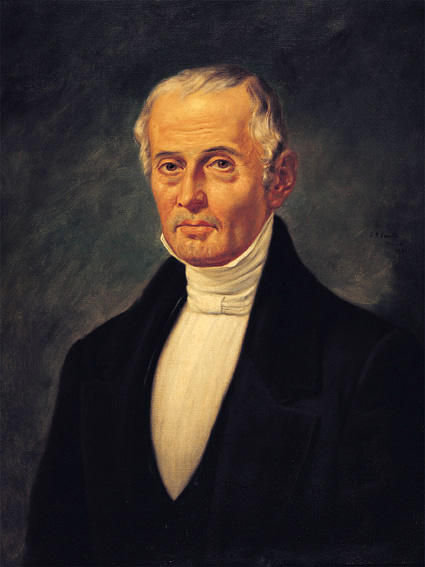
巴伦廷·戈麥斯·法里亞斯

戈麥斯·法里亞斯與安东尼奥·洛佩斯·德·圣安纳於1833年當選總統與副總統，兩人在同一年互換職務達四次之多。戈麥斯·法里亞斯任內反教權主義興盛，法律取消了信徒繳納什一奉獻給教會的義務。最終反對改革聲浪高漲，戈麥斯·法里亞斯於1834年4月辭職。1846年底美墨戰爭期間戈麥斯·法里亞斯再度出任總統，直到隔年3月因波爾科起義（Rebelión de los Polkos）下台。